# Експериментален рок
Експерименталният рок, наричан също авангарден рок, е музикален стил, базиран на рок музиката и експериментиращ с основните елементи на стила. Изпълнителите на експериментален рок чест се опитват да индивидуализират своята музика чрез необичайни размери, хармонии, композиционни стилове, поетически техники, елементи от други стилове, инструментални ефекти или експериментални инструменти.